# AZF (tovarna)
AZF (francoska okrajšava za »AZote Fertilisant«, kar pomeni dušikova gnojila) je bilo ime kemične tovarne v Toulouse (Francija),  ki je eksplodirala 21. septembra 2001. Eksplozija tovarne je bila enokovredna od 20 do 40 ton TNT. Izmerili so stopnjo 3,4 po Richterjevi lestvici. Zvok eksplozije pa je bilo slišati tudi 80 km stran. Eksplozija je povzročila 29 smrtnih žrtev, 2500 huje ranjenih in 8000 lažje ranjenih. Zavarovalnice so že plačale odškodnine, ki so presegle tudi 1 500 000 000 € (1,5 milijarde €).
Sprva so bile oblasti prepričane, da je bila eksplozija nesreča, vendar pa je minister za okolje kasneje menil, da bi eksplozija lahko bila tudi »teroristični napad« v sklopu napadov 11. septembra. V območju eksplozije je bilo najdeno telo delavca, ki je simpatiziral z islamskim fundamentalizmom, a je uradna preiskava pokazala, da je do eksplozije prišlo naključno. Spomladi 2004 se je teroristična skupina poimenovala z enakim imenom in grozila Francoski vladi z bombnimi napadi na železnice.

## Eksplozija kemične tovarne vToulouse
Dne 21. Septembra 2001, se je zgodila velika eksplozija v tovarni umetnih gnojil AZF v Toulousu v Franciji. Tovarna AZF je pripadala podružnici Grande Paroisse skupine Total.
V hangarju številka 221 je bilo shranjenih 300 ton amonijevega nitrata (maksimalna kapaciteta je bila 2000 ton). Uničena je bila celotna tovarna. Eksplozija je povzročila krater globine 20 do 30 metrov s premerom 200 metrov, jekleni nosilci pa so bili najdeni tudi 3 kilometre stran od eksplozije. Eksplozija je merila 3,4 po Richterjevi lestvici, predvidoma z močjo enakovredno 20 do 40 ton TNT-ja. Eksplozijo je bilo slišati tudi 80 kilometrov daleč stran. Poročali so, da je zaradi veliko zvoka in akustike hribov, bilo slišati kot, da je do eksplozije prišlo na več mestih. Policija je sprva menila, da se je sprožilo vsaj 5 bomb hkrati. Točno število eksplozij je še vedno sporno.
Tovarna je bila v bližini mesta (le kilometer stran) Le Mirail, ki velja za eno izmed najbolj naseljenih območij. Evakuirati je bilo potrebno številne šole, eno univerzo, eno bolnišnico in psihiatrično bolnišnico.

### Žrtve eksplozije
Nesreča je povzročila 29 smrtnih žrtev. Med žrtvami je bilo 28 tovarniških delavcev in en dijak iz sosednje šole. Hudo ranjenih je bilo 2500 žrtev, lažje ranjenih pa 8000 žrtev. V bližnjem mestu je bilo razbitih dve tretjini oken, razbitine pa so povzročile 70 očesnih ran in več tisoč ureznin, pri katerih je bilo potrebno šivanje. Celotne posledice katastrofe na okolje še niso točno znane. Zavarovalnice so že plačale skupno škodo, ki pa trenutno presega 1,5 milijarde €.

### Posledice
Sklep uradne preiskave je bil, da je skladišče amonijevega nitrata eksplodiralo zaradi nepravilnega ravnanja s to nevarno snovjo.
Natančneje, pooblaščeni uradni strokovnjaki verjamejo, da je bila 500 kilogramska posoda natrijevega dikloroizocianurata napačno označena. Zaradi napačne označbe so to posodo odložli v skladišče amonijevega nitrata. Tu je bilo dovolj toplo in vlažno, da bi lahko prišlo do reakcije z amonijevim nitratom, ki nato tvorita triklorid dušik, ki pa je izredno nestabilna spojina. Razgradnja dušikovega triklorida lahko proizvede dovolj toplote in tlaka potrebnega za sprožitev amonijevega nitrata, ki pa običajno potrebuje detonatorje, kadar ga uporabljajo kot industrijski eksploziv.

## Preiskava nesreče
Takratni francoski minister za okolje, Yves Cochet, je 4. oktobra 2001 razglasil, da bi eksplozija lahko bila teroristični napad (eksplozija se je zgodila kmalu po napadih 11. septembra) in označil Hassan Jandoubi-ja (delavec podizvajalca, ki je bil ubit v nesreči) za osebo, ki je pod preiskavo. Toulouški tožilec je prepovedal francoskemu protiterorističnemu organu preiskavo Jandoubi-jeve hiše za pet dni po incidentu.
Policija je menila, da je imel Jandoubi možne »islamske fundamentalistične simpatije«. Trdili so, da je Jandoubijevo dekle odstranilo vse sledove njegovih oblek in fotografij, še preden se je iskanje končno začelo. Francoske oblasti so menile, da je zamuda škodila preiskavi.